# Accent greu
L'accent greu (`) és un signe diacrític consistent en una breu línia inclinada, que baixa d'esquerra a dreta, i que es col·loca sobre la lletra que ha de modificar (en la majoria de llengües, és una vocal). Pot tenir diverses funcions segons l'idioma que l'empri:
- Obertura: marca que la vocal es pronuncia oberta, com passa en català o en francès (ò, è). Per aquest motiu l'accent greu en alguns llibres de text en català a vegades també s'anomena accent obert.
- Tonicitat: marca la síl·laba tònica de la paraula, com en italià.
- Canvi de significat: es col·loca per distingir dues paraules que s'escriurien igual però signifiquen coses diferents (accent diacrític), com en català ma i mà.
- Llargada vocàlica: indica que una vocal és llarga, com en gaèlic escocès; o bé curta, com en gal·lès.
- To: indica un to descendent, com en algunes romanitzacions del xinès.
- Elisió o contracció: indica que s'ha format una contracció entre dues paraules o que s'ha elidit un so, com en portuguès.
- Canvi de grafia: en les transliteracions d'altres llengües, un accent greu marca que s'ha d'agafar la tercera variant de la llista de grafies similars (la primera és la lletra sense marcar i la segona l'accent agut).
- Sensibilització: s'usa en mètrica per indicar que un so que normalment no es pronuncia, s'ha de recitar per quadrar les exigències del vers, com en anglès.